# Histopona tranteevi
Histopona tranteevi är en spindelart som beskrevs av Christo Deltshev 1978. Histopona tranteevi ingår i släktet Histopona och familjen trattspindlar.
Artens utbredningsområde är Bulgarien. Inga underarter finns listade i Catalogue of Life.